# Роча, Тони
Анто́нио Алои́сиус (То́ни) Ро́ча (англ. Antonio Aloyisius "Tony" Rocha; 21 августа 1993, Спринг, Техас, США) — белизский и американский футболист, центральный полузащитник. Выступал за сборную Белиза.

## Карьера

### Молодёжная и любительская карьера
В 2011—2014 годах Роча обучался в Университете Талсы по специальности «Физкультура и спорт», совмещая обучение с игрой за университетскую футбольную команду в Национальной ассоциации студенческого спорта.
В 2012 и 2013 годах также выступал за клуб «Остин Ацтекс» в лиге USL PDL, в 2014 году — за клуб «Талса Атлетикс» в лиге NPSL.

### Клубная карьера
На Супердрафта MLS 2015 Роча был выбран в четвёртом раунде под общим 73-м номером клубом «Спортинг Канзас-Сити». Однако, «Спортинг КС» не стал его подписывать, исключив из предсезонного лагеря.
9 марта 2015 года Роча вернулся в клуб «Остин Ацтекс», который перешёл в лигу USL и получил профессиональный статус. 28 марта 2015 года участвовал в дебютном матче «Ацтекс» на профессиональном уровне, соперниками в котором был «Колорадо-Спрингс Суитчбакс». Свой первый гол за «Ацтекс» забил 20 сентября 2015 года в матче против «Уайткэпс 2». 2 октября 2015 года клуб «Остин Ацтекс» объявил, что не будет выступать в сезоне USL 2016 из-за отсутствия стадиона, соответствующего стандартам лиги, и непредвиденных задержек в возведении собственного футбольного стадиона.
15 октября 2015 года Роча был представлен в качестве одного из трёх первых игроков новообразованного клуба USL «Орландо Сити B», фарм-клуба клуба MLS «Орландо Сити». 26 марта 2016 года сыграл в дебютном матче ОСБ, в котором фарм-клубу противостоял «Уилмингтон Хаммедхэдс». В матче против «Уилмингтон Хаммедхэдс» 24 июля 2016 года забил свой первый гол за ОСБ. 15 июня 2016 года Роча был взят «Орландо Сити» в краткосрочную аренду на матч Открытого кубка США против клуба Североамериканской футбольной лиги «Джэксонвилл Армада», в котором вышел на замену после перерыва между таймами. 3 августа 2016 года «Орландо Сити» выменял права на Рочу в MLS у «Спортинга Канзас-Сити» на пик четвёртого раунда Супердрафта MLS 2018. В MLS он дебютировал 14 августа 2016 года в матче против «Чикаго Файр». 6 апреля 2018 года Роча отправился в аренду в клуб USL «Сент-Луис». Дебютировал за «Сент-Луис» 7 апреля 2018 года в матче против «Фресно». По окончании сезона 2018 «Орландо Сити» не продлил контракт с Рочей.
12 декабря 2018 года Рочу приобрёл клуб «Нью-Йорк Сити», за права на него отдав «Орландо Сити» пик четвёртого раунда Супердрафта MLS 2019. За ньюйоркцев он дебютировал 2 марта 2019 года в матче первого тура сезона против своего бывшего клуба «Орландо Сити». 25 ноября 2019 года Роча подписал новый контракт с «Нью-Йорк Сити». 24 октября 2020 года в матче против «Монреаль Импакт» забил свой первый гол в MLS. По окончании сезона 2021, в котором клуб выиграл Кубок MLS, «Нью-Йорк Сити» не стал продлевать контракт с Рочей.
18 февраля 2022 года Роча подписал контракт с клубом Чемпионшипа ЮСЛ «Ориндж Каунти». Дебютировал за «Ориндж Каунти» 12 марта в матче стартового тура сезона 2022 против «Колорадо-Спрингс Суитчбакс».

### Международная карьера
За сборную Белиза Роча дебютировал 8 сентября 2019 года в матче Лиги наций КОНКАКАФ 2019/20 против сборной Гренады.

## Достижения
Командные
 «Нью-Йорк Сити»
- Чемпион MLS (обладатель Кубка MLS): 2021

## Статистика

### Клубная статистика
| Выступление      | Выступление      | Выступление      | Лига | Лига | Плей-офф | Плей-офф | Кубок | Кубок | ЛЧ КОНКАКАФ | ЛЧ КОНКАКАФ | Итого | Итого |
| Клуб             | Лига             | Сезон            | Игры | Голы | Игры     | Голы     | Игры  | Голы  | Игры        | Голы        | Игры  | Голы  |
| ---------------- | ---------------- | ---------------- | ---- | ---- | -------- | -------- | ----- | ----- | ----------- | ----------- | ----- | ----- |
| Остин Ацтекс     | USL              | 2015             | 25   | 1    | —        | —        | 1     | 0     | —           | —           | 26    | 1     |
| Остин Ацтекс     | Итого            | Итого            | 25   | 1    | —        | —        | 1     | 0     | —           | —           | 26    | 1     |
| Орландо Сити B   | USL              | 2016             | 19   | 1    | —        | —        | —     | —     | —           | —           | 19    | 1     |
| Орландо Сити B   | USL              | 2017             | 14   | 0    | —        | —        | —     | —     | —           | —           | 14    | 0     |
| Орландо Сити B   | Итого            | Итого            | 33   | 1    | —        | —        | —     | —     | —           | —           | 33    | 1     |
| Орландо Сити     | MLS              | 2016             | 8    | 0    | —        | —        | 2     | 0     | —           | —           | 10    | 0     |
| Орландо Сити     | MLS              | 2017             | 3    | 0    | —        | —        | 0     | 0     | —           | —           | 3     | 0     |
| Орландо Сити     | MLS              | 2018             | 12   | 0    | —        | —        | 1     | 0     | —           | —           | 13    | 0     |
| Орландо Сити     | Итого            | Итого            | 23   | 0    | —        | —        | 3     | 0     | —           | —           | 26    | 0     |
| Сент-Луис        | USL              | 2018             | 2    | 0    | —        | —        | —     | —     | —           | —           | 2     | 0     |
| Сент-Луис        | Итого            | Итого            | 2    | 0    | —        | —        | —     | —     | —           | —           | 2     | 0     |
| Нью-Йорк Сити    | MLS              | 2019             | 17   | 0    | 0        | 0        | 1     | 0     | —           | —           | 18    | 0     |
| Нью-Йорк Сити    | MLS              | 2020             | 11   | 1    | 1        | 0        | —     | —     | 1           | 0           | 13    | 1     |
| Нью-Йорк Сити    | MLS              | 2021             | 5    | 0    | 2        | 0        | —     | —     | —           | —           | 7     | 0     |
| Нью-Йорк Сити    | Итого            | Итого            | 33   | 1    | 3        | 0        | 1     | 0     | 1           | 0           | 38    | 1     |
| Ориндж Каунти    | USLC             | 2022             | 20   | 0    | —        | —        | 1     | 0     | —           | —           | 21    | 0     |
| Ориндж Каунти    | Итого            | Итого            | 20   | 0    | —        | —        | 1     | 0     | —           | —           | 21    | 0     |
| Всего за карьеру | Всего за карьеру | Всего за карьеру | 136  | 3    | 3        | 0        | 6     | 0     | 1           | 0           | 146   | 3     |

Источники: Transfermarkt, Soccerway, Footballdatabase.eu.

### Международная статистика
| Команда | Год   | Игры | Голы |
| ------- | ----- | ---- | ---- |
| Белиз   |       |      |      |
| 2019    | 3     | 0    |      |
| 2022    | 1     | 0    |      |
| Всего   | Всего | 4    | 0    |

Источник: National Football Teams.